# Lijst van biljartfinales Ereklasse
Onderstaand een lijst met alle Ereklasse finales die werden georganiseerd door de  KNBB sinds seizoen 1912-1913.
In totaal zijn er inmiddels meer dan 500 ereklasse finales gespeeld.
Checklist: alle kampioenschappen in rood zijn nog NIET oproepbaar cq. aangemaakt.

## 1912-1913 t/m 1944-1945
001: Ankerkader 45/2 Ereklasse 1912-1913 Eerste NK AK 45/2 Ereklasse 

002: Ankerkader 45/2 Ereklasse 1913-1914 

003: Ankerkader 45/2 Ereklasse 1914-1915 

004: Ankerkader 45/2 Ereklasse 1915-1916 

005: Ankerkader 45/2 Ereklasse 1916-1917 

006: Ankerkader 45/2 Ereklasse 1917-1918 

007: Ankerkader 45/2 Ereklasse 1918-1919 

008: Ankerkader 45/2 Ereklasse 1919-1920 

009: Ankerkader 45/2 Ereklasse 1920-1921 

010: Ankerkader 45/2 Ereklasse 1921-1922 

011: Ankerkader 45/2 Ereklasse 1922-1923 

012: Ankerkader 45/2 Ereklasse 1923-1924 

013: Ankerkader 45/2 Ereklasse 1924-1925 

014: Driebanden Ereklasse 1925-1926 Eerste NK Driebanden Ereklasse 

015: Ankerkader 45/2 Ereklasse 1925-1926 

016: Ankerkader 45/2 Ereklasse 1926-1927 

017: Driebanden Ereklasse 1926-1927 

018: Ankerkader 45/2 Ereklasse 1927-1928 

019: Driebanden Ereklasse 1927-1928 

020: Ankerkader 45/2 Ereklasse 1928-1929 

021: Driebanden Ereklasse 1928-1929 

022: Driebanden Ereklasse 1929-1930 

023: Ankerkader 45/2 Ereklasse 1929-1930 

024: Ankerkader 45/2 Ereklasse 1930-1931 

025: Driebanden Ereklasse 1930-1931 

026: Driebanden Ereklasse 1931-1932 

027: Ankerkader 45/2 Ereklasse 1931-1932 

028: Ankerkader 45/2 Ereklasse 1932-1933 

029: Driebanden Ereklasse 1932-1933 

030: Ankerkader 45/2 Ereklasse 1933-1934 

031: Driebanden Ereklasse 1933-1934 

032: Ankerkader 45/2 Ereklasse 1934-1935 

033: Ankerkader 71/2 Ereklasse 1934-1935 Eerste NK AK 71/2 Ereklasse 

034: Driebanden Ereklasse 1934-1935 

035: Ankerkader 71/2 Ereklasse 1935-1936 

036: Ankerkader 45/1 Ereklasse 1935-1936 Eerste NK AK 45/1 Ereklasse 

037: Driebanden Ereklasse 1935-1936 

038: Ankerkader 45/2 Ereklasse 1935-1936 

039: Libre Ereklasse 1935-1936 Eerste NK Libre Ereklasse 

040: Ankerkader 45/1 Ereklasse 1936-1937 

041: Ankerkader 45/2 Ereklasse 1936-1937 

042: Driebanden Ereklasse 1936-1937 

043: Ankerkader 71/2 Ereklasse 1936-1937 

044: Ankerkader 45/2 Ereklasse 1937-1938 

045: Ankerkader 71/2 Ereklasse 1937-1938 

046: Driebanden Ereklasse 1937-1938 

047: Ankerkader 45/2 Ereklasse 1938-1939 

048: Ankerkader 71/2 Ereklasse 1938-1939 

049: Driebanden Ereklasse 1938-1939 

050: Ankerkader 71/2 Ereklasse 1939-1940 

051: Ankerkader 45/2 Ereklasse 1939-1940 

052: Driebanden Ereklasse 1939-1940 

053: Ankerkader 71/2 Ereklasse 1940-1941 

054: Ankerkader 45/2 Ereklasse 1940-1941 

055: Driebanden Ereklasse 1940-1941 

056: Ankerkader 45/1 Ereklasse 1941-1942 

057: Ankerkader 45/2 Ereklasse 1941-1942 

058: Ankerkader 71/2 Ereklasse 1941-1942 

059: Driebanden Ereklasse 1941-1942 

060: Ankerkader 45/1 Ereklasse 1942-1943 

061: Ankerkader 71/2 Ereklasse 1942-1943 

062: Ankerkader 45/2 Ereklasse 1942-1943 

063: Driebanden Ereklasse 1942-1943 

064: Vijfkamp Ereklasse 1943 Eerste NK Vijfkamp Ereklasse 

065: Bandstoten Ereklasse 1943-1944 Eerste NK Bandstoten Ereklasse 

066: Ankerkader 45/1 Ereklasse 1943-1944 

067: Ankerkader 71/2 Ereklasse 1943-1944 

068: Driebanden Ereklasse 1943-1944 

069: Vijfkamp Ereklasse 1944 

070: Ankerkader 45/2 Ereklasse 1944-1945 

## 1945-1946 t/m 1954-1955
071: Ankerkader 71/2 Ereklasse 1945-1946 

072: Ankerkader 45/2 Ereklasse 1945-1946 

073: Driebanden Ereklasse 1945-1946 

074: Ankerkader 45/1 Ereklasse 1946-1947 

075: Ankerkader 45/2 Ereklasse 1946-1947 

076: Ankerkader 71/2 Ereklasse 1946-1947 

077: Driebanden Ereklasse 1946-1947 

078: Ankerkader 45/2 Ereklasse 1947-1948 Laatste NK AK 45/2 Ereklasse 

079: Ankerkader 45/1 Ereklasse 1947-1948 Laatste NK AK 45/1 Ereklasse 

080: Ankerkader 71/2 Ereklasse 1947-1948 

081: Driebanden Ereklasse 1947-1948 

082: Libre Ereklasse 1948-1949 

083: Driebanden Ereklasse 1948-1949 

084: Ankerkader 47/2 Ereklasse 1948-1949 Eerste NK AK 47/2 Ereklasse 

085: Ankerkader 71/2 Ereklasse 1948-1949 

086: Ankerkader 71/2 Ereklasse 1949-1950 

087: Ankerkader 47/2 Ereklasse 1949-1950 

088: Driebanden Ereklasse 1949-1950 

089: Libre Ereklasse 1949-1950 

090: Ankerkader 47/1 Ereklasse 1949-1950 Eerste NK AK 47/1 Ereklasse 

091: Ankerkader 47/2 Ereklasse 1950-1951 

092: Driebanden Ereklasse 1950-1951 

093: Ankerkader 71/2 Ereklasse 1950-1951 

094: Bandstoten Ereklasse 1950-1951 

095: Libre Ereklasse 1950-1951 

096: Libre Ereklasse 1951-1952 

097: Ankerkader 47/2 Ereklasse 1951-1952 

098: Ankerkader 71/2 Ereklasse 1951-1952 

099: Ankerkader 47/1 Ereklasse 1951-1952 

100: Bandstoten Ereklasse 1951-1952 

101: Driebanden Ereklasse 1951-1952 

102: Libre Ereklasse 1952-1953 

103: Ankerkader 47/2 Ereklasse 1952-1953 

104: Ankerkader 71/2 Ereklasse 1952-1953 

105: Bandstoten Ereklasse 1952-1953 

106: Driebanden Ereklasse 1953-1953 

107: Libre Ereklasse 1953-1954 

108: Driebanden Ereklasse 1953-1954 

109: Ankerkader 47/2 Ereklasse 1953-1954 

110: Bandstoten Ereklasse 1953-1954 

111: Ankerkader 71/2 Ereklasse 1953-1954 

112: Bandstoten Ereklasse 1954-1955 

113: Driebanden Ereklasse 1954-1955 

114: Ankerkader 47/2 Ereklasse 1954-1955 

115: Ankerkader 71/2 Ereklasse 1954-1955 

116: Libre Ereklasse 1954-1955 

117: Biljart Artistiek Ereklasse 1954-1955 Eerste NK Biljart Artistiek Ereklasse met ivoor 

## 1955-1956 t/m 1964-1965
118: Ankerkader 71/2 Ereklasse 1955-1956 

119: Libre Ereklasse 1955-1956 

120: Ankerkader 47/2 Ereklasse 1955-1956 

121: Bandstoten Ereklasse 1955-1956 

122: Driebanden Ereklasse 1955-1956 

123: Libre Ereklasse 1956-1957 

124: Bandstoten Ereklasse 1956-1957 

125: Ankerkader 71/2 Ereklasse 1956-1957 

126: Driebanden Ereklasse 1956-1957 

127: Ankerkader 47/2 Ereklasse 1956-1957 

128: Driebanden Ereklasse 1957-1958 

129: Libre Ereklasse 1957-1958 

130: Ankerkader 47/2 Ereklasse 1957-1958 

131: Bandstoten Ereklasse 1957-1958 

132: Bandstoten Ereklasse 1958-1959 

133: Ankerkader 71/2 Ereklasse 1958-1959 

134: Driebanden Ereklasse 1958-1959 

135: Ankerkader 47/2 Ereklasse 1958-1959 

136: Driebanden Ereklasse 1959-1960 

137: Ankerkader 47/2 Ereklasse 1959-1960 

138: Ankerkader 71/2 Ereklasse 1959-1960 

139: Bandstoten Ereklasse 1959-1960 

140: Ankerkader 47/1 Ereklasse 1960-1961 

141: Ankerkader 71/2 Ereklasse 1960-1961 

142: Bandstoten Ereklasse 1960-1961 

143: Driebanden Ereklasse 1960-1961 

144: Libre Ereklasse 1960-1961 

145: Ankerkader 47/2 Ereklasse 1960-1961 

146: Ankerkader 47/2 Ereklasse 1961-1962 

147: Driebanden Ereklasse 1961-1962 

148: Ankerkader 47/1 Ereklasse 1961-1962 

149: Ankerkader 71/2 Ereklasse 1961-1962 

150: Libre Ereklasse 1961-1962 

151: Bandstoten Ereklasse 1961-1962 

152: Ankerkader 47/2 Ereklasse 1962-1963 

153: Bandstoten Ereklasse 1962-1963 

154: Ankerkader 71/2 Ereklasse 1962-1963 

155: Driebanden Ereklasse 1962-1963 

156: Libre Ereklasse 1962-1963 

157: Ankerkader 47/1 Ereklasse 1962-1963 

158: Ankerkader 71/2 Ereklasse 1963-1964 

159: Driebanden Ereklasse 1963-1964 

160: Bandstoten Ereklasse 1963-1964 

161: Ankerkader 47/2 Ereklasse 1963-1964 

162: Ankerkader 47/1 Ereklasse 1963-1964 

163: Libre Ereklasse 1963-1964 

164: Ankerkader 47/1 Ereklasse 1964-1965 

165: Ankerkader 47/2 Ereklasse 1964-1965 

166: Libre Ereklasse 1964-1965 

167: Ankerkader 71/2 Ereklasse 1964-1965 

168: Driebanden Ereklasse 1964-1965 

169: Bandstoten Ereklasse 1964-1965 

## 1965-1966 t/m 1974-1975
170: Driebanden Ereklasse 1965-1966 

171: Ankerkader 47/1 Ereklasse 1965-1966 

172: Libre Ereklasse 1965-1966 

173: Ankerkader 71/2 Ereklasse 1965-1966 

174: Bandstoten Ereklasse 1965-1966 

175: Ankerkader 47/2 Ereklasse 1965-1966 

176: Ankerkader 47/1 Ereklasse 1966-1967 

177: Ankerkader 47/2 Ereklasse 1966-1967 

178: Ankerkader 71/2 Ereklasse 1966-1967 

179: Driebanden Ereklasse 1966-1967 

180: Libre Ereklasse 1966-1967 

181: Bandstoten Ereklasse 1966-1967 

182: Ankerkader 47/1 Ereklasse 1967-1968 

183: Ankerkader 71/2 Ereklasse 1967-1968 

184: Ankerkader 47/2 Ereklasse 1967-1968 

185: Driebanden Ereklasse 1967-1968 

186: Libre Ereklasse 1967-1968 

187: Bandstoten Ereklasse 1967-1968 

188: Ankerkader 47/2 Ereklasse 1968-1969 

189: Libre Ereklasse 1968-1969 

190: Driebanden Ereklasse 1968-1969 

191: Ankerkader 47/1 Ereklasse 1968-1969 

192: Bandstoten Ereklasse 1968-1969 

193: Ankerkader 71/2 Ereklasse 1968-1969 

194: Ankerkader 47/1 Ereklasse 1969-1970 

195: Vijfkamp Ereklasse 1969 

196: Bandstoten Ereklasse 1969-1970 

197: Ankerkader 47/2 Ereklasse 1969-1970 

198: Driebanden Ereklasse 1969-1970 

200: Neo-Ankerkader 47/2 Ereklasse 1969-1970 Eerste & enige NK Neo-Ankerkader 47/2 Ereklasse 

201: Libre Ereklasse 1969-1970 

202: Vijfkamp Ereklasse 1970 

203: Driebanden Ereklasse 1970-1971 

204: Bandstoten Ereklasse 1970-1971 

205: Ankerkader 47/2 Ereklasse 1970-1971 

206: Ankerkader 71/2 Ereklasse 1970-1971 

207: Ankerkader 47/1 Ereklasse 1970-1971 

208: Libre Ereklasse 1970-1971 

209: Driebanden Ereklasse 1971-1972 

210: Bandstoten Ereklasse 1971-1972 

211: Ankerkader 71/2 Ereklasse 1971-1972 

212: Ankerkader 47/2 Ereklasse 1971-1972 

213: Driebanden Ereklasse 1972-1973 

214: Ankerkader 71/2 Ereklasse 1972-1973 

215: Ankerkader 47/1 Ereklasse 1972-1973 

216: Ankerkader 47/2 Ereklasse 1972-1973 

217: Bandstoten Ereklasse 1972-1973 

218: Libre Ereklasse 1972-1973 

219: Driebanden Ereklasse 1973-1974 

220: Ankerkader 47/1 Ereklasse 1973-1974 

221: Ankerkader 47/2 Ereklasse 1973-1974 

222: Bandstoten Ereklasse 1973-1974 

223: Ankerkader 71/2 Ereklasse 1973-1974 

224: Libre Ereklasse 1973-1974 

225: Driebanden Ereklasse 1974-1975 

226: Ankerkader 47/1 Ereklasse 1974-1975 

227: Ankerkader 47/2 Ereklasse 1974-1975 

228: Ankerkader 71/2 Ereklasse 1974-1975 

229: Libre Ereklasse 1974-1975 

230: Bandstoten Ereklasse 1974-1975 

## 1975-1976 t/m 1984-1985
231: Ankerkader 47/1 Ereklasse 1975-1976 

232: Ankerkader 47/2 Ereklasse 1975-1976 

233: Ankerkader 71/2 Ereklasse 1975-1976 

234: Bandstoten Ereklasse 1975-1976 

235: Driebanden Ereklasse 1975-1976 

236: Libre Ereklasse 1975-1976 

237: Bandstoten Ereklasse 1976-1977 

238: Ankerkader 47/2 Ereklasse 1976-1977 

239: Ankerkader 71/2 Ereklasse 1976-1977 

240: Driebanden Ereklasse 1976-1977 

241: Ankerkader 47/1 Ereklasse 1976-1977 

242: Libre Ereklasse 1976-1977 

243: Ankerkader 47/1 Ereklasse 1977-1978 

244: Bandstoten Ereklasse 1977-1978 

245: Ankerkader 47/2 Ereklasse 1977-1978 

246: Driebanden Ereklasse 1977-1978 

247: Ankerkader 71/2 Ereklasse 1977-1978 

248: Libre Ereklasse 1977-1978 

249: Vijfkamp Ereklasse 1978 

250: Ankerkader 71/2 Ereklasse 1978-1979 

251: Bandstoten Ereklasse 1978-1979 

252: Biljart Artistiek Ereklasse 1978-1979 

253: Ankerkader 47/1 Ereklasse 1978-1979 

254: Driebanden Ereklasse 1978-1979 

255: Ankerkader 47/2 Ereklasse 1978-1979 

256: Libre Ereklasse 1978-1979 

257: Vijfkamp Ereklasse 1979 

258: Ankerkader 71/2 Ereklasse 1979-1980 

259: Ankerkader 47/1 Ereklasse 1979-1980 

260: Biljart Artistiek Ereklasse 1979-1980 

261: Ankerkader 47/2 Ereklasse 1979-1980 

262: Driebanden Ereklasse 1979-1980 

263: Bandstoten Ereklasse 1979-1980 

264: Libre Ereklasse 1979-1980 

265: Ankerkader 47/2 Ereklasse 1980-1981 

266: Biljart Artistiek Ereklasse 1980-1981 

267: Ankerkader 47/1 Ereklasse 1980-1981 

268: Driebanden Ereklasse 1980-1981 

269: Bandstoten Ereklasse 1980-1981 

270: Libre Ereklasse 1980-1981 

271: Vijfkamp Ereklasse 1981 

272: Ankerkader 71/2 Ereklasse 1980-1981 

273: Ankerkader 47/2 Ereklasse 1981-1982 

274: Bandstoten Ereklasse 1981-1982 

275: Ankerkader 71/2 Ereklasse 1981-1982 

276: Biljart Artistiek Ereklasse 1981-1982 

277: Ankerkader 47/1 Ereklasse 1981-1982 

278: Driebanden Ereklasse 1981-1982 

279: Vijfkamp Ereklasse 1982 

280: Libre Ereklasse 1981-1982 

281: Ankerkader 71/2 Ereklasse 1982-1983 

282: Biljart Artistiek Ereklasse 1982-1983 

283: Driebanden Ereklasse 1982-1983 

284: Bandstoten Ereklasse 1982-1983 

285: Vijfkamp Ereklasse 1983 

286: Ankerkader 47/2 Ereklasse 1982-1983 

287: Ankerkader 47/1 Ereklasse 1982-1983 

288: Libre Ereklasse 1982-1983 

289: Biljart Artistiek Ereklasse 1983-1984 

290: Ankerkader 47/2 Ereklasse 1983-1984 

291: Bandstoten Ereklasse 1983-1984 

292: Ankerkader 47/1 Ereklasse 1983-1984 

293: Driebanden Ereklasse 1983-1984 

294: Ankerkader 71/2 Ereklasse 1983-1984 

295: Vijfkamp Ereklasse 1984 

296: Libre Ereklasse 1983-1984 

297: Ankerkader 47/1 Ereklasse 1984-1985 

298: Ankerkader 71/2 Ereklasse 1984-1985 

299: Bandstoten Ereklasse 1984-1985 

300: Driebanden Ereklasse 1984-1985 

301: Ankerkader 47/2 Ereklasse 1984-1985 

302: Biljart Artistiek Ereklasse 1984-1985 

303: Vijfkamp Ereklasse 1985 

304: Libre Ereklasse 1984-1985 

## 1985-1986 t/m 1994-1995
305: Bandstoten Ereklasse 1985-1986 

306: Ankerkader 47/2 Ereklasse 1985-1986 

307: Driebanden Ereklasse 1985-1986 

308: Ankerkader 47/1 Ereklasse 1985-1986 

309: Driekamp Ereklasse 1986 Eerste NK Driekamp Ereklasse

310: Biljart Artistiek Ereklasse 1985-1986 

311: Libre Ereklasse 1985-1986 

312: Bandstoten Ereklasse 1986-1987 

313: Driebanden Ereklasse 1986-1987 

314: Ankerkader 47/2 Ereklasse 1986-1987 

315: Biljart Artistiek Ereklasse 1986-1987 

316: Driekamp Ereklasse 1987 

317: Ankerkader 71/2 Ereklasse 1986-1987 

318: Libre Ereklasse 1986-1987 

319: Driebanden Ereklasse 1987-1988 

320: Bandstoten Ereklasse 1987-1988 

321: Biljart Artistiek Ereklasse 1987-1988 

322: Libre Ereklasse 1987-1988 

323: Ankerkader 47/2 Ereklasse 1987-1988 

324: Ankerkader 71/2 Ereklasse 1988-1989 

325: Bandstoten Ereklasse 1988-1989 

326: Driebanden Ereklasse 1988-1989 

327: Biljart Artistiek Ereklasse 1988-1989 

328: Libre Ereklasse 1988-1989 

329: Ankerkader 47/2 Ereklasse 1989-1990 

330: Ankerkader 47/1 Ereklasse 1989-1990 

331: Driebanden Ereklasse 1989-1990 

332: Biljart Artistiek Ereklasse 1989-1990 

333: Libre Ereklasse 1989-1990 

334: Driebanden Ereklasse 1990-1991 

335: Bandstoten Ereklasse 1990-1991 

336: Ankerkader 47/2 Ereklasse 1990-1991 

337: Biljart Artistiek Ereklasse 1990-1991 

338: Libre Ereklasse 1990-1991 

339: Driekamp Ereklasse 1991 

340: Driebanden Ereklasse 1991-1992 

341: Bandstoten Ereklasse 1991-1992 

342: Ankerkader 47/2 Ereklasse 1991-1992 

343: Biljart Artistiek Ereklasse 1991-1992 

344: Libre Ereklasse 1991-1992 

345: Driekamp Ereklasse 1992 

346: Driebanden Ereklasse 1992-1993 

347: Bandstoten Ereklasse 1992-1993 

348: Ankerkader 47/2 Ereklasse 1992-1993 

349: Biljart Artistiek Ereklasse 1992-1993 

350: Libre Ereklasse 1992-1993 

351: Driekamp Ereklasse 1993 

352: Driebanden Ereklasse 1993-1994 

353: Ankerkader 47/2 Ereklasse 1993-1994 

354: Bandstoten Ereklasse 1993-1994 

355: Ankerkader 47/1 Ereklasse 1993-1994 

356: Libre Ereklasse 1993-1994 

357: Biljart Artistiek Ereklasse 1993-1994 

358: Ankerkader 71/2 Ereklasse 1993-1994 

359: Driekamp Ereklasse 1994 Laatste NK Driekamp Ereklasse

360: Driebanden Ereklasse 1994-1995 

361: Ankerkader 47/2 Ereklasse 1994-1995 

362: Bandstoten Ereklasse 1994-1995 

363: Biljart Artistiek Ereklasse 1994-1995 

364: Ankerkader 47/1 Ereklasse 1994-1995 

365: Libre Ereklasse 1994-1995 

366: Ankerkader 71/2 Ereklasse 1994-1995 

## 1995-1996 t/m 1999-2000
367: Ankerkader 47/2 Ereklasse 1995-1996 

368: Bandstoten Ereklasse 1995-1996 

369: Driebanden Ereklasse 1995-1996 

370: Ankerkader 47/1 Ereklasse 1995-1996 

371: Ankerkader 71/2 Ereklasse 1995-1996 

372: Libre Ereklasse 1995-1996 

373: Biljart Artistiek Ereklasse 1995-1996 

374: Libre Ereklasse 1996-1997 

375: Bandstoten Ereklasse 1996-1997 

376: Driebanden Ereklasse 1996-1997 

377: Ankerkader 47/2 Ereklasse 1996-1997 

378: Biljart Artistiek Ereklasse 1996-1997 

379: Ankerkader 47/1 Ereklasse 1996-1997 

380: Ankerkader 71/2 Ereklasse 1996-1997 

381: Libre Ereklasse 1997-1998 

382: Bandstoten Ereklasse 1997-1998 

383: Ankerkader 47/2 Ereklasse 1997-1998 

384: Driebanden Ereklasse 1997-1998 

385: Biljart Artistiek Ereklasse 1997-1998 

386: Ankerkader 47/1 Ereklasse 1997-1998 

387: Ankerkader 71/2 Ereklasse 1997-1998 

388: Libre Ereklasse 1998-1999 

389: Bandstoten Ereklasse 1998-1999 

390: Ankerkader 47/2 Ereklasse 1998-1999 

391: Driebanden Ereklasse 1998-1999 

392: Biljart Artistiek Ereklasse 1998-1999 

393: Ankerkader 47/1 Ereklasse 1998-1999 

394: Ankerkader 71/2 Ereklasse 1998-1999 

395: Libre Ereklasse 1999-2000 

396: Bandstoten Ereklasse 1999-2000 

397: Ankerkader 47/2 Ereklasse 1999-2000 

398: Ankerkader 47/1 Ereklasse 1999-2000 

399: Biljart Artistiek Ereklasse 1999-2000 

400: Ankerkader 71/2 Ereklasse 1999-2000 

401: Driebanden Ereklasse 1999-2000 

## 2000-2001 t/m 2004-2005
402: Libre Ereklasse 2000-2001 

403: Ankerkader 47/2 Ereklasse 2000-2001 

404: Biljart Artistiek Ereklasse 2000-2001 

405: Ankerkader 47/1 Ereklasse 2000-2001 

406: Bandstoten Ereklasse 2000-2001 

407: Driebanden Ereklasse 2000-2001 

408: Ankerkader 71/2 Ereklasse 2000-2001 

409: Libre Ereklasse 2001-2002 

410: Ankerkader 47/2 Ereklasse 2001-2002 

411: Biljart Artistiek Ereklasse 2001-2002 

412: Ankerkader 47/1 Ereklasse 2001-2002 

413: Bandstoten Ereklasse 2001-2002 

414: Driebanden Ereklasse 2001-2002 

415: Ankerkader 71/2 Ereklasse 2001-2002 

416: Biljart Artistiek Ereklasse 2002-2003 

417: Bandstoten Ereklasse 2002-2003 

418: Ankerkader 47/2 Ereklasse 2002-2003 

419: Ankerkader 47/1 Ereklasse 2002-2003 

420: Libre Ereklasse 2002-2003 

421: Ankerkader 71/2 Ereklasse 2002-2003 

422: Driebanden Ereklasse 2002-2003 

423: Biljart Artistiek Ereklasse 2003-2004 Ivoren ballen 

424: Ankerkader 47/2 Ereklasse 2003-2004 

425: Ankerkader 47/1 Ereklasse 2003-2004 

426: Ankerkader 71/2 Ereklasse 2003-2004 

427: Libre Ereklasse 2003-2004 

428: Bandstoten Ereklasse 2003-2004 

429: Driebanden Ereklasse 2003-2004 

430: Biljart Artistiek Ereklasse 2003-2004 Kunststof ballen Eerste NK Biljart Artistiek Ereklasse met kunststof

431: Biljart Artistiek Ereklasse 2004-2005 Ivoren ballen Laatste NK Biljart Artistiek Ereklasse met ivoor

432: Ankerkader 71/2 Ereklasse 2004-2005 

433: Libre Ereklasse 2004-2005 

434: Ankerkader 47/2 Ereklasse 2004-2005 

435: Ankerkader 47/1 Ereklasse 2004-2005 

436: Bandstoten Ereklasse 2004-2005 

437: Driebanden Ereklasse 2004-2005 

438: Biljart Artistiek Ereklasse 2004-2005 Kunststof ballen 

## 2005-2006 t/m 2009-2010
439: Ankerkader 71/2 Ereklasse 2005-2006 

440: Ankerkader 47/1 Ereklasse 2005-2006 

441: Ankerkader 47/2 Ereklasse 2005-2006 

442: Bandstoten Ereklasse 2005-2006 

443: Libre Ereklasse 2005-2006 

444: Biljart Artistiek Ereklasse 2005-2006 

445: Driebanden Ereklasse 2006-2007 

446: Bandstoten Ereklasse 2006-2007 

447: Ankerkader 71/2 Ereklasse 2006-2007 

448: Ankerkader 47/2 Ereklasse 2006-2007 

449: Libre Ereklasse 2006-2007 

450: Ankerkader 47/1 Ereklasse 2006-2007 

451: Biljart Artistiek Ereklasse 2006-2007 

452: Driebanden Ereklasse 2007-2008 

453: Libre Ereklasse 2007-2008 

454: Ankerkader 47/2 Ereklasse 2007-2008 

455: Ankerkader 71/2 Ereklasse 2007-2008 

456: Bandstoten Ereklasse 2007-2008 

457: Vijfkamp Ereklasse 2008 

458: Biljart Artistiek Ereklasse 2007-2008 

459: Libre Ereklasse 2008-2009 

460: Ankerkader 47/2 Ereklasse 2008-2009 

461: Ankerkader 71/2 Ereklasse 2008-2009 

462: Bandstoten Ereklasse 2008-2009 

463: Vijfkamp Ereklasse 2009 

464: Biljart Artistiek Ereklasse 2008-2009 

465: Driebanden Ereklasse 2009-2010 

466: Libre Ereklasse 2009-2010 

467: Ankerkader 47/2 Ereklasse 2009-2010 

468: Ankerkader 71/2 Ereklasse 2009-2010 

469: Bandstoten Ereklasse 2009-2010 

470: Vijfkamp Ereklasse 2010 

471: Biljart Artistiek Ereklasse 2009-2010 

## 2010-2011 t/m 2014-2015
472: Driebanden Ereklasse 2010-2011 

473: Libre Ereklasse 2010-2011 

474: Ankerkader 47/2 Ereklasse 2010-2011 

475: Ankerkader 71/2 Ereklasse 2010-2011 

476: Bandstoten Ereklasse 2010-2011 

477: Vijfkamp Ereklasse 2011 

478: Biljart Artistiek Ereklasse 2010-2011 

479: Libre Ereklasse 2011-2012 

480: Ankerkader 47/2 Ereklasse 2011-2012 

481: Ankerkader 71/2 Ereklasse 2011-2012 

482: Bandstoten Ereklasse 2011-2012 

483: Driebanden Ereklasse 2011-2012 

484: Ankerkader 47/1 Ereklasse 2011-2012 

485: Vijfkamp Ereklasse 2012 

486: Biljart Artistiek Ereklasse 2011-2012 

487: Libre Ereklasse 2012-2013 

488: Ankerkader 47/2 Ereklasse 2012-2013 

489: Ankerkader 71/2 Ereklasse 2012-2013 

490: Biljart Artistiek Ereklasse 2012-2013 

491: Bandstoten Ereklasse 2012-2013 

492: Driebanden Ereklasse 2012-2013 

493: Libre Ereklasse 2013-2014 

494: Ankerkader 47/2 Ereklasse 2013-2014 

495: Ankerkader 71/2 Ereklasse 2013-2014 

496: Bandstoten Ereklasse 2013-2014 

497: Driebanden Ereklasse 2013-2014 

498: Vijfkamp Ereklasse 2014 

499: Biljart Artistiek Ereklasse 2013-2014 

500: Libre Ereklasse 2014-2015 

501: Ankerkader 47/2 Ereklasse 2014-2015 

502: Ankerkader 71/2 Ereklasse 2014-2015 

503: Bandstoten Ereklasse 2014-2015 

504: Driebanden Ereklasse 2014-2015 

505: Biljart Artistiek Ereklasse 2014-2015 

## 2015-2016 t/m 2019-2020
506: Libre Ereklasse 2015-2016 

507: Ankerkader 47/2 Ereklasse 2015-2016 

508: Ankerkader 71/2 Ereklasse 2015-2016 

509: Driebanden Ereklasse 2015-2016 

510: Bandstoten Ereklasse 2015-2016 

511: Vijfkamp Ereklasse 2016 

512: Biljart Artistiek Ereklasse 2015-2016 

513: Libre Ereklasse 2016-2017 

514: Ankerkader 47/2 Ereklasse 2016-2017 

515: Ankerkader 71/2 Ereklasse 2016-2017 

516: Bandstoten Ereklasse 2016-2017 

517: Driebanden Ereklasse 2016-2017 

518: Biljart Artistiek Ereklasse 2016-2017 

519: Libre Ereklasse 2017-2018 

520: Ankerkader 47/2 Ereklasse 2017-2018 

521: Ankerkader 71/2 Ereklasse 2017-2018 

522: Driebanden Ereklasse 2017-2018 

523: Bandstoten Ereklasse 2017-2018 

524: Ankerkader 47/1 Ereklasse 2017-2018 

525: Vijfkamp Ereklasse 2018 

526: Biljart Artistiek Ereklasse 2017-2018 

527: Libre Ereklasse 2018-2019 

528: Ankerkader 47/2 Ereklasse 2018-2019 

529: Ankerkader 71/2 Ereklasse 2018-2019 

530: Driebanden Ereklasse 2018-2019 

531: Bandstoten Ereklasse 2018-2019 

532: Biljart Artistiek Ereklasse 2018-2019 

533: Ankerkader 47/1 Ereklasse 2018-2019 

534: Libre Ereklasse 2019-2020 

535: Ankerkader 47/2 Ereklasse 2019-2020 

536: Driebanden Ereklasse 2019-2020 

537: Ankerkader 71/2 Ereklasse 2019-2020 

538: Bandstoten Ereklasse 2019-2020 

539: Vijfkamp Ereklasse 2020 uitgesteld vanwege COVID-19-pandemie naar december 2020

540: Biljart Artistiek Ereklasse 2019-2020 uitgesteld vanwege COVID-19-pandemie naar december 2020

## 2020-2021 t/m 2024-2025
540: Driebanden Ereklasse 2020-2021 

541: Libre Ereklasse 2020-2021 

542: Ankerkader 47/2 Ereklasse 2020-2021 

543: Ankerkader 71/2 Ereklasse 2020-2021 

544: Bandstoten Ereklasse 2020-2021 

545: Biljart Artistiek Ereklasse 2020-2021 